# Erik Lindhagen
Per Erik Gustav Lindhagen, född 2 oktober 1987 i Linköping, är en svensk före detta professionell ishockeyspelare. Säsongen 2005/06 vann han JSM-guld med moderklubben Linköping HC. Samma säsong gjorde han debut i Elitserien med klubbens seniorlag. Efter sina juniorår blev Lindhagen utlånad under tre säsonger till Växjö Lakers HC i Hockeyallsvenskan, innan han blev ordinarie i Elitserien med Linköping. Han spelade med Linköping fram till slutet av säsongen 2013/14, då han lämnade laget och avslutade säsongen med Västerås IK i Hockeyallsvenskan.
Därefter spelade han en säsong vardera för Södertälje SK och Timrå IK i Hockeyallsvenskan, innan han lämnade Sverige för spel i den brittiska ligan EIHL. Under två säsonger representerade han Nottingham Panthers, med vilka han vann IIHF Continental Cup 2017. Säsongen 2018/19 gick han till seriekonkurrenten Guildford Flames, innan han lämnade Storbritannien 2020 för spel med norska Grüner Allianseidrettslag i Eliteserien. Han avslutade sin spelarkarriär efter en säsong med österrikiska Kitzbüheler EC 2021/22.

## Karriär
Lindhagen påbörjade sin ishockeykarriär med moderklubben Linköping HC. Till en början användes han som back, men skolades sedan om till forward. Säsongen 2005/06 vann han SM-guld med Linköping HC J20. Samma säsong gjorde han debut med Linköpings A-lag i SHL (dåvarande Elitserien), den 28 januari 2006 i en match mot Timrå IK. Totalt spelade han två grundseriematcher i SHL och sex slutspelsmatcher. Säsongen därpå tillbringade han till större del med Linköping J20, men spelade sju SHL-matcher under november och december 2006. Den 23 november 2006 gjorde han sitt första mål i serien, på Johan Backlund, i en 4–3-förlust mot Timrå IK.
Säsongen 2007/08 blev Lindhagen utlånad till Växjö Lakers HC i Hockeyallsvenskan. Han spelade sin första match i serien den 16 september 2007 och gjorde samtidigt sitt första mål i Hockeyallsvenskan, på Jani Hurme, i en 3–3-match mot Malmö Redhawks. Under denna säsong spelade han också en match för Tingsryds AIF i Division 1. Lindhagen tillbringade även den efterföljande säsongen med Växjö, där han på 45 matcher noterades för 27 poäng (12 mål, 15 assist). Han var sedan tillbaka i Linköping i inledningen av säsongen 2009/10 och spelade 13 matcher i SHL, innan det i slutet av oktober 2009 meddelades att han åter blivit utlånad till Växjö. Samtidigt stod det klart att Lindhagen förlängt sitt avtal med Linköping med ett år. Med Växjö gjorde han sin poängmässigt bästa säsong i Hockeyallsvenskan då han stod för 32 poäng på 39 matcher (7 mål, 25 assist). Under sin andra hela säsong i Linköping sjönk Lindhagens poängproduktion. På 55 matcher noterades han för nio poäng, varav fyra mål och fem assist.
Från och med säsongen 2010/11 var Lindhagen ordinarie i Linköping. Den 5 november 2010 förlängde han sitt avtal med klubben med ytterligare två säsonger. Denna säsong är också Lindhagens poängmässigt bästa i SHL då han noterades för 21 poäng på 55 matcher (tio mål, elva assist). Efter ytterligare en säsong i Linköping förlängde han sitt avtal den 27 februari 2013. Den nästföljande säsongen, 2013/14, kom att bli hans sista i Linköping. På 255 matcher för Linköping gjorde han 46 poäng. Under sluttampen av säsongen meddelades det att Lindhagen lämnat Linköping. Samtidigt meddelades det att han skrivit på för Västerås Hockey i Hockeyallsvenskan för resten av säsongen.
Efter totalt 16 matcher för Västerås stod det den 8 maj 2014 klart att Lindhagen skrivit på ett ettårsavtal för seriekonkurrenten Södertälje SK. Södertälje slutade sist i grundserien och blev sedan degraderade till Hockeyettan. Lindhagen stod för 17 poäng på 50 grundseriematcher. Efter att ha stått kontraktslös i början av säsongen 2015/16, skrev han den 6 oktober 2015 på för Timrå IK i Hockeyallsvenskan. Denna säsong skolades Lindhagen tillbaka till back.
Efter en säsong med Timrå lämnade han klubben, och i juli 2016 stod det klart att han skrivit på för ett år med den engelska klubben Nottingham Panthers i Elite Ice Hockey League. I Panthers användes Lindhagen både som back och forward. I grundserien slutade Panthers fyra och i slutspelet slogs laget ut av Sheffield Steelers i kvartsfinal. Under denna säsong vann han IIHF Continental Cup med Panthers. Lindhagen förlängde sitt avtal med Panthers med ytterligare en säsong i slutet av maj 2017. Efter två säsonger och totalt 114 matcher för Panthers, där han noterades för 41 poäng (11 mål, 30 assist), lämnade han klubben. Den 13 augusti 2018 meddelade seriekonkurrenten Guildford Flames att man skrivit ett avtal med honom. Den 8 maj 2019 förlängde Flames avtalet med Lindhagen med ytterligare en säsong.
Den 3 augusti 2020 meddelades det att Lindhagen lämnat Storbritannien då han skrivit ett ettårsavtal med den norska klubben Grüner Allianseidrettslag i Eliteserien. På grund av Coronaviruspandemin 2019–2021 blev säsongen i Norge förkortad och Lindhagen spelade 17 grundseriematcher för Grüner. På dessa stod han för tre mål och sex assistpoäng. Det hölls inget slutspel och laget slutade på sista plats i grundserietabellen. Den 9 juli 2021 stod det klart att Lindhagen lämnat Norge för spel med Kitzbüheler EC i AlpsHL.

## Statistik
| 2005–06                  | Linköping HC              | SHL                      | 2   | 0  | 0  | 0  | 0   | 6  | 0 | 0  | 0  | 0  |
| 2006–07                  | Linköping HC              | SHL                      | 7   | 1  | 0  | 1  | 0   | —  | — | —  | —  | —  |
| 2007–08                  | Växjö Lakers HC           | HA                       | 43  | 4  | 11 | 15 | 14  | 3  | 0 | 0  | 0  | 0  |
| 2007–08                  | Tingsryds AIF             | Div. 1                   | 1   | 0  | 0  | 0  | 2   | —  | — | —  | —  | —  |
| 2008–09                  | Växjö Lakers HC           | HA                       | 45  | 12 | 15 | 27 | 60  | 8  | 1 | 6  | 7  | 4  |
| 2009–10                  | Linköping HC              | SHL                      | 13  | 0  | 1  | 1  | 6   | —  | — | —  | —  | —  |
| 2009–10                  | Växjö Lakers HC           | HA                       | 39  | 7  | 25 | 32 | 52  | 10 | 1 | 5  | 6  | 14 |
| 2010–11                  | Linköping HC              | SHL                      | 55  | 10 | 11 | 21 | 14  | 7  | 0 | 0  | 0  | 2  |
| 2011–12                  | Linköping HC              | SHL                      | 55  | 4  | 5  | 9  | 22  | —  | — | —  | —  | —  |
| 2012–13                  | Linköping HC              | SHL                      | 53  | 2  | 4  | 6  | 24  | 10 | 1 | 0  | 1  | 6  |
| 2013–14                  | Linköping HC              | SHL                      | 47  | 2  | 5  | 7  | 18  | —  | — | —  | —  | —  |
| 2013–14                  | Västerås Hockey           | HA                       | 6   | 1  | 0  | 1  | 2   | 10 | 0 | 2  | 2  | 2  |
| 2014–15                  | Södertälje SK             | HA                       | 50  | 4  | 13 | 17 | 28  | 10 | 0 | 2  | 2  | 0  |
| 2015–16                  | Timrå IK                  | HA                       | 41  | 1  | 6  | 7  | 24  | 5  | 0 | 0  | 0  | 0  |
| 2016–17                  | Nottingham Panthers       | EIHL                     | 52  | 4  | 16 | 20 | 32  | 2  | 0 | 2  | 2  | 0  |
| 2017–18                  | Nottingham Panthers       | EIHL                     | 56  | 7  | 10 | 17 | 26  | 4  | 0 | 2  | 2  | 0  |
| 2018–19                  | Guildford Flames          | EIHL                     | 58  | 5  | 12 | 17 | 38  | 3  | 0 | 0  | 0  | 0  |
| 2019–20                  | Guildford Flames          | EIHL                     | 38  | 4  | 8  | 12 | 12  | —  | — | —  | —  | —  |
| 2020–21                  | Grüner Allianseidrettslag | Eliteserien              | 17  | 3  | 6  | 9  | 18  | —  | — | —  | —  | —  |
| 2021–22                  | Kitzbüheler EC            | AlpsHL                   | 33  | 6  | 15 | 21 | 34  | 1  | 0 | 0  | 0  | 0  |
| SHL totalt               | SHL totalt                | SHL totalt               | 232 | 19 | 26 | 45 | 84  | 23 | 1 | 0  | 1  | 8  |
| Hockeyallsvenskan totalt | Hockeyallsvenskan totalt  | Hockeyallsvenskan totalt | 224 | 29 | 70 | 99 | 180 | 46 | 2 | 15 | 17 | 20 |
| EIHL totalt              | EIHL totalt               | EIHL totalt              | 204 | 20 | 46 | 66 | 108 | 9  | 0 | 4  | 4  | 0  |